# 济南黄河大桥 (国道)

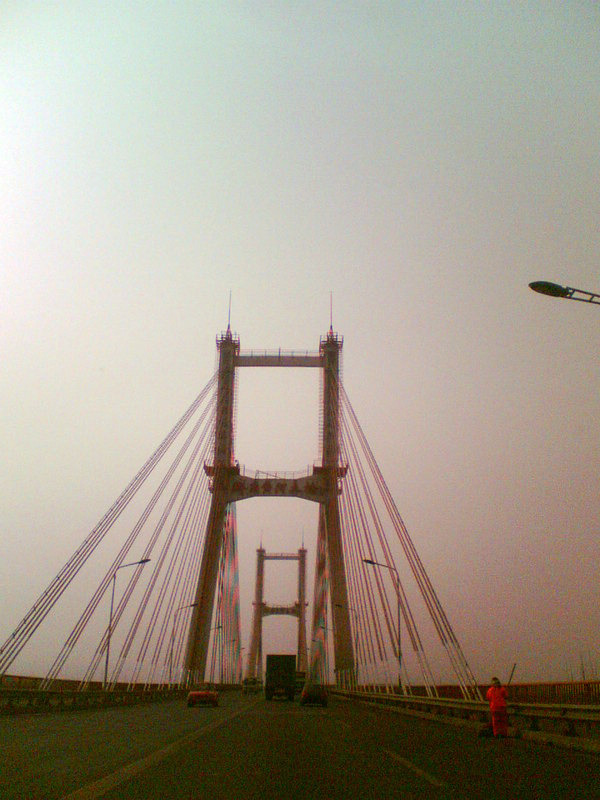

济南黄河大桥位于山东省济南市北，是一座跨越黄河的公路桥梁。大桥由主桥和引桥组成，总长2023.44米，主桥长488米，有5个桥孔，其中最大跨径220米。桥面分行车道和人行道两部分，全宽为19.5米，其中行车道为15米。于1978年12月正式动土起造，1982年7月建成通车。